# Oesva (rivier)
De Oesva (Russisch: Усьва) is een rivier in de Russische kraj Perm en een zijrivier van de Tsjoesovaja. De rivier start op de westelijke hellingen van de noordelijke Centrale Oeral aan de voet van de berg Charioesny Kamen in het natuurreservaat Zapovednik Basegi en stroomt vandaar een stukje naar het zuiden en vervolgens met een boog een stukje naar het noorden en vervolgens over de rest van haar lengte al meanderend naar het zuidwesten. De rivier mondt na 266 kilometer uit in de Tsjoesovaja bij de stad Tsjoesovoj. Het verhang van de rivier bedraagt gemiddeld ongeveer 1,4 meter per kilometer en ligt op een gemiddelde hoogte van 390 meter. De hellingen zijn steil en worden bedekt door bossen.
De belangrijkste zijrivieren worden gevormd door de Malaja Charioesnaja, Bolsjaja Charioesnaja, Porozjnaja en Vilva aan linkerzijde en de Soerja, Berjozovka, Persja en de Toeloemovka.
Op de kusten van de Oesva zijn vindplaatsen van magnetiet en ijzererts aangetroffen. De rivier werd in het verleden gebruikt voor de vlotterij.